# 歡迎光臨，千歲醬
《歡迎光臨，千歲醬》是夏目靫子的日本漫畫作品。在講談社女性向漫畫雑誌《BE·LOVE》2016年10號起連載中。描述皇帝企鵝的幼鳥「千歲醬」在京都的街上一邊散步一邊與相遇的各種人相互交流的故事。

## 登場角色
千歲醬（台灣配音：連婉鈞）
本作主角，是一隻雌性的皇帝企鵝幼鳥。由於剛出生不久，因此京都的各種事情都對牠相當新鮮，總是會前往不同地方散步。雖然來到京都的過程不明，但本作中有描述牠原來住在南極大陸。
是個愛吃鬼，特別是愛吃魚類，和菓子以及冰淇淋等甜點。有點遲鈍並且有懼高症。
由於是皇帝企鵝，所以不會講人話。
雪之介
住在鞍馬山的皇帝企鵝成鳥。招牌是頭上戴著一個斗笠。如何來到京都的過程與千歲醬同様不明。相當聰明，性格也很溫厚親切。就算是對比牠小的千歲醬還有春國都會使用敬語。
春國
住在 神戶的阿德利企鵝雄性成鳥。個性急躁激動，但其實很溫柔並且愛照顧人。平常在北野某個咖啡店打工生活。喜歡音樂和打扮。
橘千尋（台灣配音：林筱玲）
千歲醬的朋友，也是千昭的姊姊。住在京都女中學生。隸屬美術社，會讓千歲醬當她的模特兒來畫肖像畫。會經常展現出自信滿滿的臉。
橘千昭（台灣配音：徐瑀甄）
千歲醬的朋友，也是千尋的弟弟。住在京都的男小學生。運動神經很好並且跑的很快，但不擅長讀書。

## 書籍情報
- 夏目靫子『歡迎光臨，千歲醬』講談社〈ワイドKC〉，既刊5巻（2020年3月13日現在）
  1. 2016年11月11日發售[3]
  2. 2017年7月13日發售[4]
  3. 2018年3月13日發售[5]
  4. 2019年2月13日發售[6]
  5. 2020年3月13日發售[7]
  6. 2021年6月11日發售[8]
  7. 2022年10月13日發售[9]

## 電視動畫版
2018年10月到2019年3月，在TOKYO MX，KBS京都等電視台，播出片長5分鐘的短篇動畫，全24話，內容大致與原作相同。
配音方面，除了千歲醬以外的登場人物都會講話，主要由京都出身的遊佐浩二（男角）以及小岩井小鳥（女角）負責。旁白由首次在電視動畫演出的演員堤真一負責。台灣配音則是由吳文民擔任旁白，並由其他配音員（林筱玲、楊凱凱、胡鎮璽、賈文安、連婉鈞、徐瑀甄）負責其他角色。
收錄本作的DVD版也已經發售。

### 工作人員
- 原作 - 夏目靫子
- 導演・系列構成 - 矢立きょう
- 角色設定・作畫監督 - 三田潤
- 作畫 - 篠田蓮，山本雄三，宮野ケイト
- 色彩設計 - のぼりはるこ
- 美術監督 - 山田ヨシノブ
- 攝影監督 - 横枕洸一
- 音樂 - こぐま
- 音響監督 - 阿部信行
- 音響效果 - 庄司修平
- 動畫製作 -  Gathering
- 動畫製作協力 - レスプリ
- 製作 - VAP[11]

### 片尾曲
「泣く子も笑う」
作詞・作曲・歌唱為にゃんぞぬデシ。
「いつかどこかで」
作詞為古谷完，作曲為藤永龍太郎，編曲為竹田祐介，歌唱為Maneki Kecak。

### 播放電視台

#### 日本
| 播放日期                                         | 播放電視台                            | 播放時間（UTC+9） | 播放地區 | 備註               |
| ------------------------------------------------ | ------------------------------------- | ----------------- | -------- | ------------------ |
| 2018年10月6日 - 2019年3月30日                    | 周六 1:35 - 1:40（周五深夜）          | 東京都會電視台    | 東京都   |                    |
|                                                  |                                       | KBS京都           | 京都府   | 故事背景舞台所在地 |
| 2018年10月10日 - 12月26日 2019年1月11日 - 4月5日 | 周三 23:50 - 23:55 周五 22:40 - 22:45 | AT-X              | 日本全域 | CS放送 / 有重播    |

| 播放開始日     | 播放時間                     | 播放平台 |
| -------------- | ---------------------------- | --- |
| 2018年10月6日  | 周六更新                     | GYAO! ニコニコ動画 Rakuten TV J:COMオンデマンド ビデオパス みるプラス 光TV TSUTAYA TV ビデオマーケット DMM.com HAPPY!動画 |
| 2018年10月8日  | 週一 0:55 - 1:00（週日深夜） | AbemaTV |
| 2018年10月9日  | 週二更新                     | D Anime Store 萬代頻道 |
| 2018年10月13日 | 週六更新                     | GYAO!ストア |
| 2018年11月     | 不明                         | U-NEXT アニメ放題 |
| 2018年12月     |                              | Hulu |

#### 台灣
| 播放日期                   | 播放時間                   | 播放電視台     | 所屬聯播網 | 備註                      |
| -------------------------- | -------------------------- | -------------- | ---------- | ------------------------- |
| 不明                       | 不明                       | I-Fun動漫台    | IPTV       | 日語原音 繁體中文字幕     |
| 2020年9月1日(全集一次上架) | 2020年9月1日(全集一次上架) | 巴哈姆特動畫瘋 | 網路電視   | 國日雙語播出 繁體中文字幕 |

## 備註
1. ↑  . natalie.mu. 2016-04-30  [2018-09-15]. （原始内容存档于2018-09-15） （日语）.
2. ↑  動畫版第7話
3. ↑  . 講談社コミックプラス. 講談社.   [2019-02-17]. （原始内容存档于2020-11-26） （日语）.
4. ↑  . 講談社コミックプラス. 講談社.   [2019-02-17]. （原始内容存档于2019-02-17） （日语）.
5. ↑  . 講談社コミックプラス. 講談社.   [2019-02-17]. （原始内容存档于2021-01-24） （日语）.
6. ↑  . 講談社コミックプラス. 講談社.   [2019-02-17]. （原始内容存档于2020-08-11） （日语）.
7. ↑  . 講談社コミックプラス. 講談社.   [2020-03-13]. （原始内容存档于2020-12-04） （日语）.
8. ↑  . 講談社コミックプラス. 講談社.   [2021-06-11]. （原始内容存档于2021-10-19） （日语）.
9. ↑  . 講談社コミックプラス. 講談社.   [2022-10-13]. （原始内容存档于2023-03-29） （日语）.
10. ↑  . www.vap.co.jp.   [2020-01-01]. （原始内容存档于2021-02-04） （日语）.
11. ↑  . アニメイトタイムズ. 2018-09-15  [2018-09-15]. （原始内容存档于2019-05-10） （日语）.
12. 1 2  . TVアニメ「おこしやす、ちとせちゃん」公式サイト.   [2018-12-16]. （原始内容存档于2021-02-04） （日语）.

## 外部連結
- 歡迎光臨，千歲醬（講談社・作品情報網頁） （页面存档备份，存于）（日語）
- 電視動畫「歡迎光臨，千歲醬」官方網站 （页面存档备份，存于）（日語）
- 電視動畫「歡迎光臨，千歲醬」官方推特的X（前Twitter）
- 電視動畫「歡迎光臨，千歲醬」官方IG的Instagram帳戶